# استئصال الكبة
استئصال الكبة (بالإنجليزية: Glomectomy)‏ هي عملية استئصال الخلايا الكبية أو الأجسام الكبية، وغالباً ما يَتم ذلك في حالات الأورام الكبية. سابقاً كانت تُستخدم هذه العملية لمعالجة حالات الربو الشديد والمُزمن، ولكن منذ فترة تم التخلي عن هذه العملية لعدم فعاليتها.